# Metal Magic
Metal Magic è l'album di debutto del gruppo musicale statunitense Pantera. Prodotto dall'etichetta di famiglia dei fratelli Abbott Metal Magic Records, è stato pubblicato nel 1983.

## Tracce
1. Ride My Rocket
2. I'll Be Alright
3. Tell Me if You Want It
4. Latest Lover
5. Biggest Part of Me
6. Metal Magic
7. Widowmaker
8. Nothin' On (But the Radio)
9. Sad Lover
10. Rock Out

## Formazione
- Terrence Lee - voce
- Darrell Abbott - chitarra
- Rex Rocker - basso
- Vince Abbott - batteria